# Малалане
Малалане (Malalane) — административный центр местного муниципалитета Нкомази в районе Эхланзени провинции Мпумаланга (ЮАР).

## История
Город был основан в 1949 году под названием Малелане. О точном значении названия ведутся дискуссии, несомненно лишь то, что оно происходит из языка свати. В июле 2007 года в рамках проходящей в ЮАР кампании по уточнению названий город был переименован из Малелане в Малалане.